# Cours Berriat
Le cours Berriat est une voie publique de la commune française de Grenoble. Elle est située dans le quartier Chorier-Berriat

## Situation et accès

### Situation
Essentiellement commerçante, ce cours présente la caractéristique de présenter une voie exclusivement cyclable sur une partie de son cours, une double voie de tramway, également sur une partie de son cours tout en préservant la circulation automobile (en double sens de façon partielle et en sens unique pour le restant du cours.)
Cette voie routière rectiligne de 1 600 mètres de long, est orientée est-ouest dans la ville de Grenoble et relie le boulevard Gambetta au pont du Drac en direction de Fontaine.

### Accès
Le cours reste une artère principalement commerciale, traversé dans sa plus grande partie (entre le pont du Drac et la gare SNCF dont elle est proche) par le tramway de Grenoble qu'il dessert par deux stations (Berriat - Magasin et Saint-Bruno)

## Origine du nom

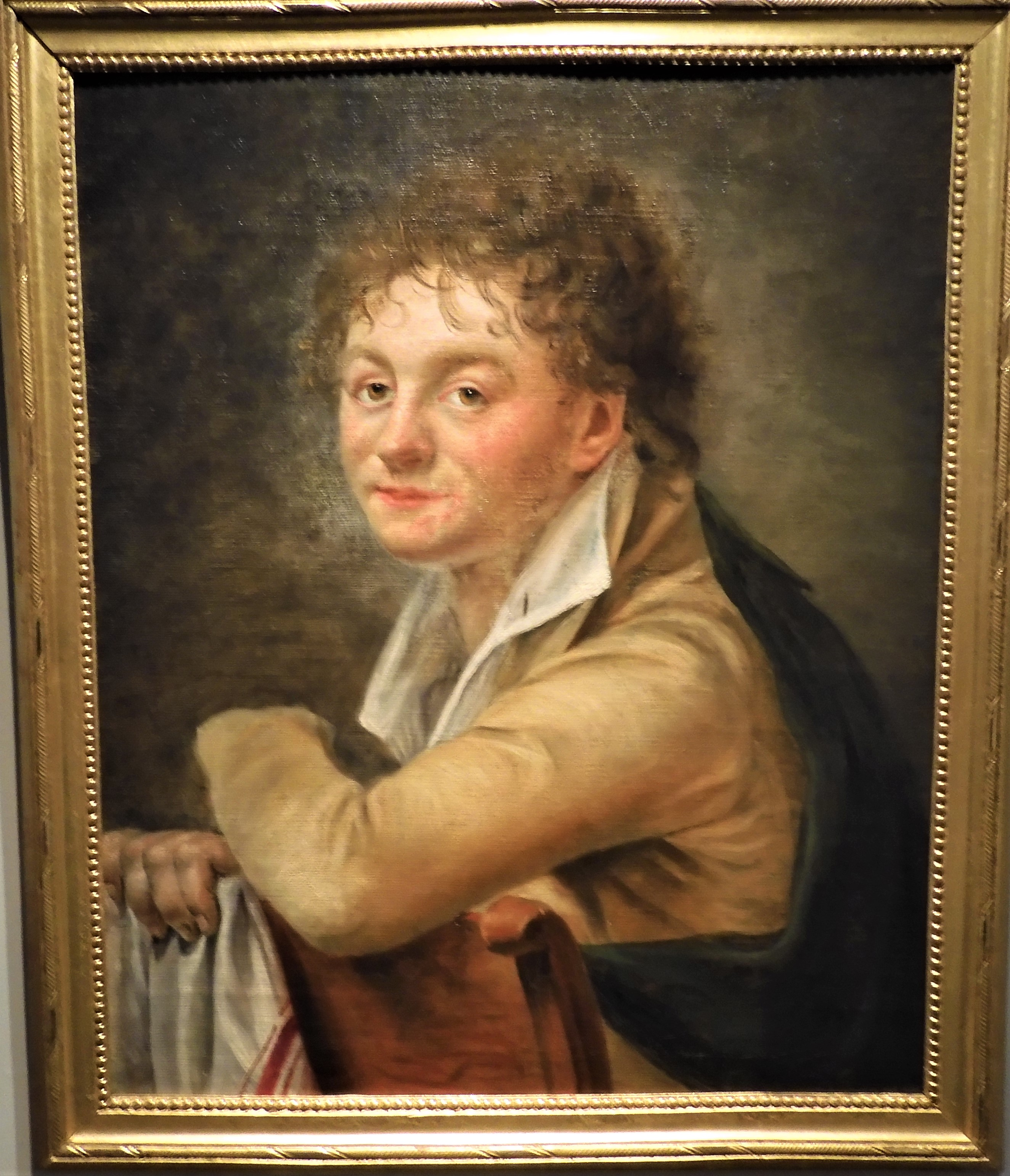
Portrait d'Honoré-Hugues Berriat (musée Champollion, Vif).

Son nom fait référence au maire Honoré-Hugues Berriat (1778-1854), et permet également de désigner le quartier Berriat (ou Chorier-Berriart) situé dans la partie occidentale de Grenoble.
L'ouvrage L'Histoire illustrée des rues de Grenoble édité en 1893 affirme à tort que l'attribution du nom du cours rend hommage à Jacques Berriat-Saint-Prix, frère d'Honoré-Hugues décédé en 1845.

## Historique

### Création

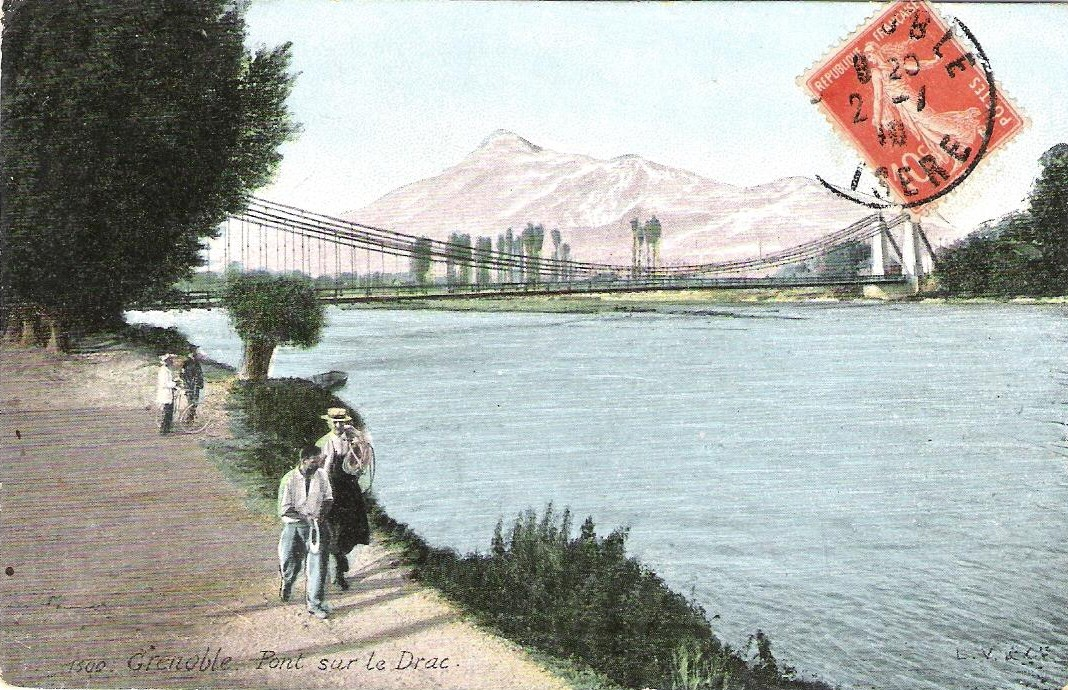
Pont en chaîne de fer sur le Drac.

L'existence du cours Berriat est liée au franchissement du Drac par les voyageurs en provenance de Veurey ou du massif du Vercors et à destination de Grenoble. Le service du bac à traille ne fonctionnait pas par grand vent ou lors d'une crue de la rivière, obligeant les voyageurs à passer par le pont Lesdiguières de Claix. Aussi, un pont en chaînes de fer d'une portée record de 133 mètres est mis en service le 7 février 1828 sous la direction d'un ingénieur des ponts et chaussées, Louis Crozet, futur maire de la ville. En 1831, un projet est conçu sous l'administration du maire Vincent Rivier afin de transformer un chemin tortueux reliant le cours Saint-André au pont en chaînes de fer sur le Drac, en une voie rectiligne. Le conseil général de l'Isère décide d'une route départementale dont les travaux ne commencent qu'en 1840 grâce à une souscription publique et forment un cours bordé de peupliers.
Le cours large de 17 mètres est inauguré en 1841 par le maire Honoré-Hugues Berriat et porte le nom de chemin planté du Drac en référence aux arbres bordant la voirie tracée en direction du Drac. Son accès à la ville se fait par la nouvelle porte de Bonne déplacée lors de l'extension des fortifications supervisée par le général Haxo et aucune habitation n'existe entre cette porte et le cours Saint-André en raison de la zone de servitude militaire. En 1846, un décompte fait état de 608 habitants près du chemin planté du Drac. Lors de l'achèvement du plan-relief de Grenoble en 1848, le chemin planté du Drac est parfaitement visible sur la maquette mais reste administrativement sur trois communes.

### Attribution du nom

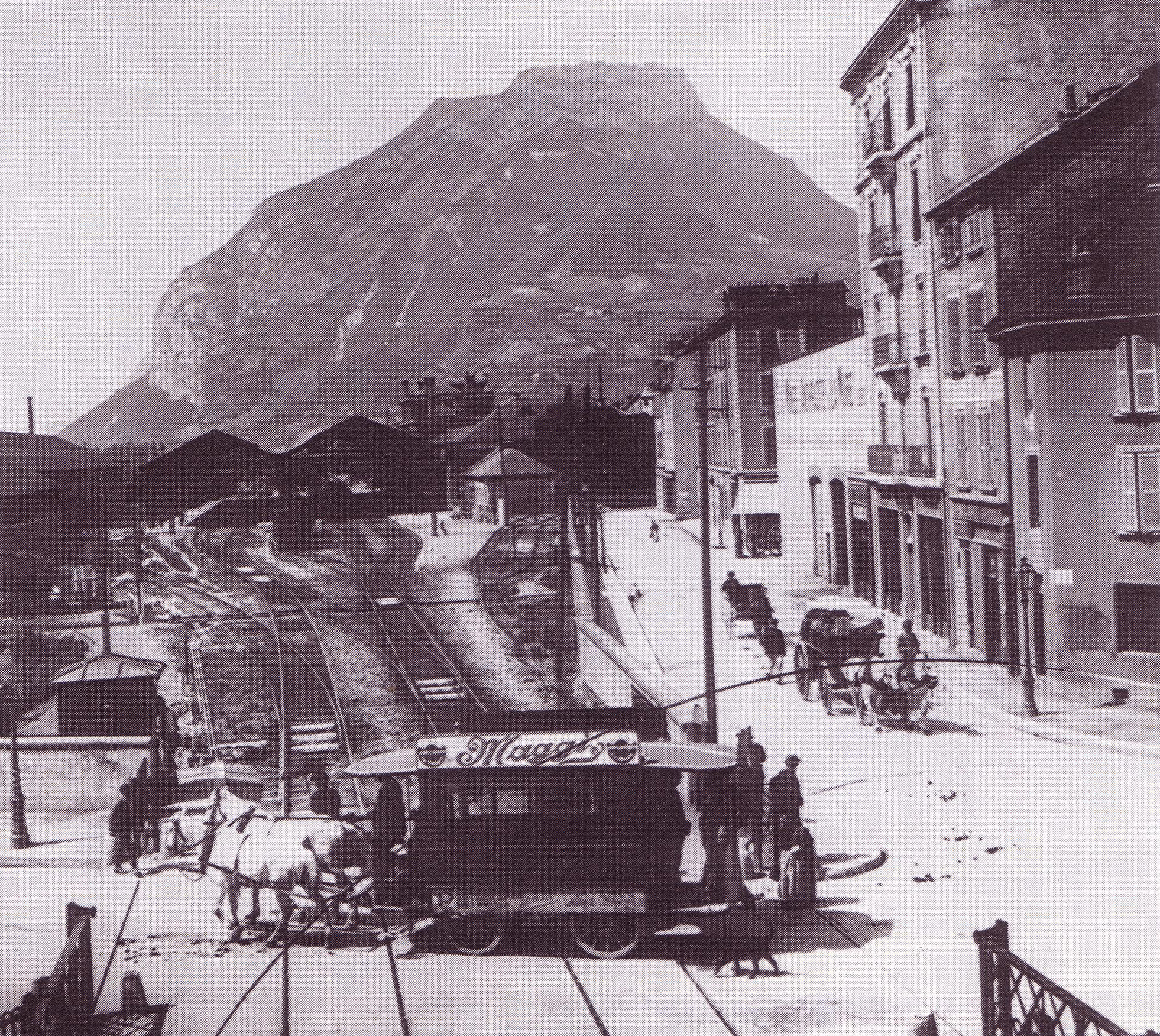
Traversée du passage à niveau du cours Berriat vers 1890.

Le 1er décembre 1854, le conseil municipal présidé par le maire Louis Crozet attribue à la partie grenobloise de cette voie le nom du maire Honoré-Hugues Berriat qui vient de décéder, mais la population étend vite cette appellation à la totalité de la route. En 1858, la mise en service de la gare de Grenoble bouleverse la vie du cours Berriat en amenant plus d'artisans et d'ouvriers dans ce quartier avec l'implantation d'industries comme la brasserie de la Frise. La voie ferrée ne traverse pas encore le cours mais le fera dès 1864 avec la mise en service de la ligne de Grenoble à Montmélian. Jusqu'au 6 juillet 1862, date de la loi prévoyant l'annexion des terrains bordant le Drac par Grenoble, le tracé du cours passait sur les communes de Seyssins et de Fontaine. La partie Seyssinoise allant de l'intersection avec la voie ferrée jusqu'à l'actuel théâtre 145 et la partie Fontainoise de ce théâtre jusqu'au Drac.
Quelques années plus tard, le conseil municipal d'Ernest Calvat décide dans sa séance du 12 décembre 1873 de l'arrachage des peupliers bordant les deux côtés du cours, car devenus « incommodes pour la circulation ». Ces travaux de coupe s'achèvent sous la municipalité d'un nouveau maire, Félix Giraud, car deux mois plus tard, le conseil municipal de Grenoble est dissout par un décret présidentiel du 17 février 1874. L'année 1873 voit également la première construction d'un égout dans la première partie du cours. La prolongation de l'égout dans la seconde partie du cours se fait en 1880 entre la brasserie de la Frise et le chemin des 120 toises (future rue Ampère en 1909).

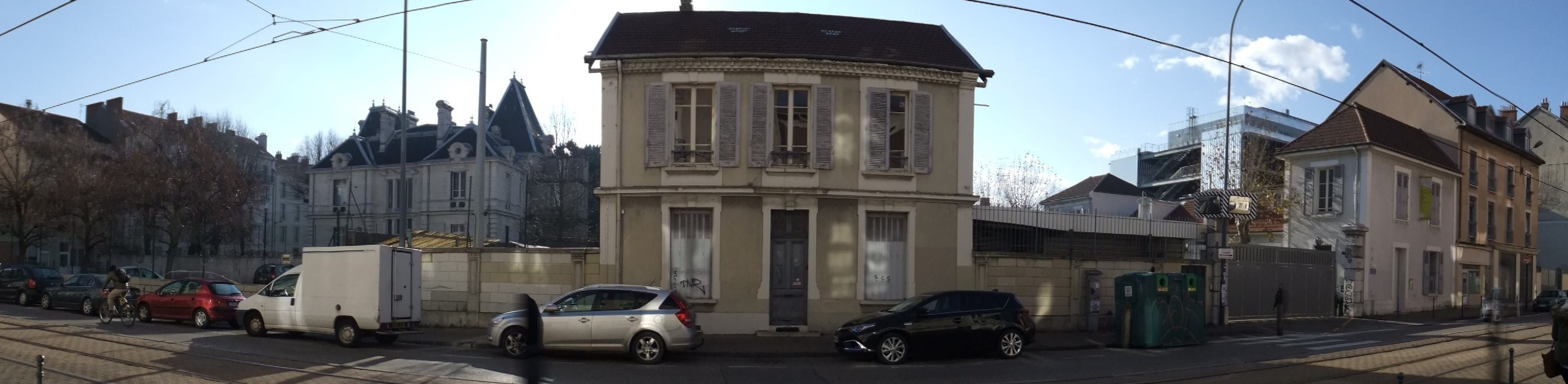
Site historique de l'entreprise ARaymond, cours Berriat.

En 1875, l'industriel Albert-Pierre Raymond installe sa société ARaymond le long du cours Berriat, juste au-delà de la rue d'Alembert. En 1877, la fin de la zone de servitude militaire qui empêche toute construction sur une distance de 250 mètres depuis les fortifications Haxo, permet la construction massive de nouveaux bâtiments d'habitation le long du cours Berriat, près de l'intersection du cours Saint-André. De nouvelles rues traversant le cours Berriat sont créées côté ville comme la rue Thiers, la rue de la Fédération (future rue Gabriel Péri) et surtout le boulevard Gambetta. La suppression des remparts Haxo entrainent cependant la construction des enceintes de sécurité sud et nord qui englobent alors toute la partie ouest de Grenoble. En 1881, un état dénombre 685 ménages et 2 062 habitants le long du cours Berriat. À la fin du XIXe siècle, le cours Berriat côté ville voit l'ouverture du lycée Champollion en 1887, tandis que l'autre extrémité du cours poursuit son industrialisation le long du Drac en devenant le lieu d'implantation des usines Bouchayer-Viallet produisant des conduites forcées pour l'industrie hydro-électrique.

### Le premier Tramway

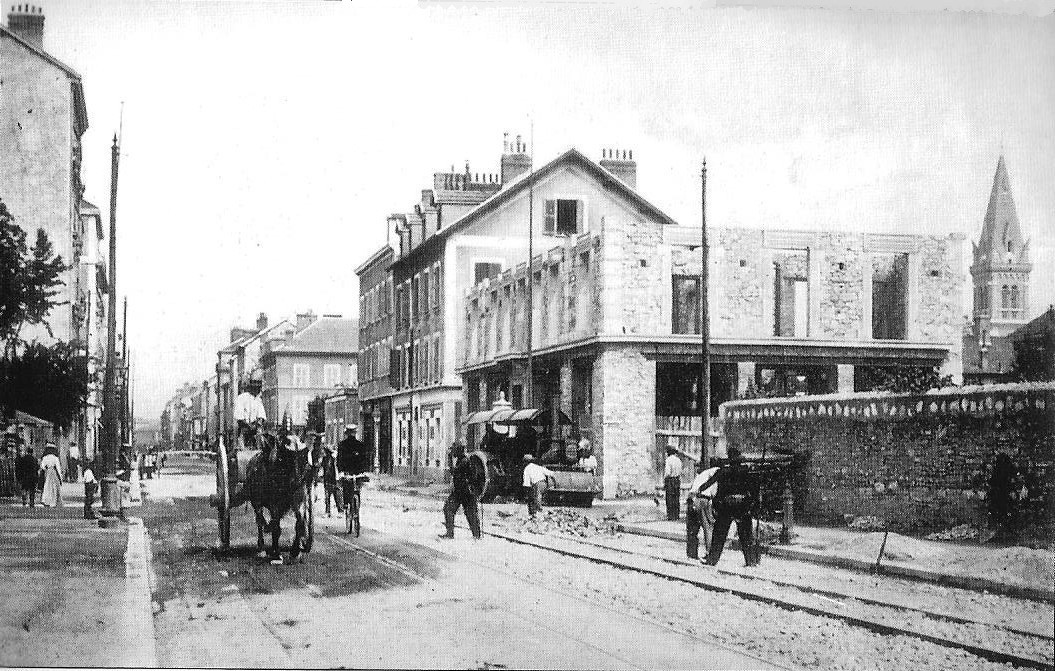
Construction du 103 cours Berriat en 1895.

Le 29 janvier 1895, afin de faciliter le déplacement des ouvriers depuis la ville, le cours Berriat tout proche des usines est desservi par la deuxième ligne de tramway de Grenoble, la ligne à vapeur Grenoble-Veurey, la première ayant été mise en service quelques mois auparavant en direction d'Uriage-les-Bains. Afin de poursuivre son tracé sur Fontaine, la SGTE préfère faire franchir la rivière au tramway au niveau du pont métallique, impliquant la création de la nouvelle rue Diderot, reliant le cours Berriat à ce pont. À partir de cette époque, les immeubles construit le long du cours offrent la possibilité à de nombreux commerces d'ouvrir leurs portes donnant au cours son aspect commercial. Le 6 août 1901, une autre ligne de tramway appelée Tramway du Cours Berriat est mise en service. Son tracé n'est que de deux kilomètres car son terminus se situe au pont du Drac près de la mégisserie, mais sa traction est électrique et sa voie double est la seule de Grenoble. À partir du 23 avril 1911, une troisième ligne utilise le cours, celle du tramway Grenoble - Villard-de-Lans mais dont la partie Seyssins-Villard ne sera opérationnelle qu'entre juillet 1920 et avril 1949.
À partir du mois d'août 1920, par décision du conseil municipal, le cours Berriat ne traverse plus le cours Saint-André mais le cours Jean-Jaurès qui rend ainsi hommage au politicien assassiné en 1914. Durant la Seconde Guerre mondiale, alors que le maire Léon Martin tient une pharmacie au numéro 125 du cours, le 28 cours Berriat devient à partir de septembre 1943 le siège de la Gestapo où de nombreux grenoblois seront interrogés ou torturés. Le 21 août 1944, alors que Grenoble se libère, les Allemands font sauter les ponts sur le Drac laissant durant quelques semaines le cours Berriat en impasse.

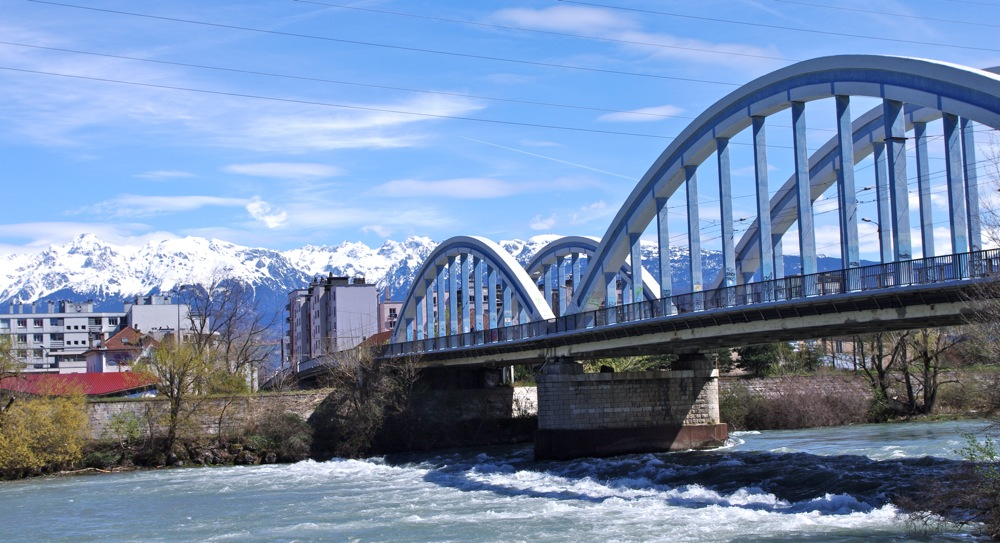
Le pont du Drac en direction du cours Berriat.

Dès l'année 1947, la traversée du cours Berriat par la voie ferrée Grenoble-Montmélian pose des problèmes en raison de la circulation automobile, piétonne et des tramways de plus en plus intense. Il est envisagé un franchissement par un pont, mais il faut attendre octobre 1964 pour voir aboutir le projet avec son estacade se poursuivant dans la ville. Le 1er septembre 1952, les dernières lignes de tramways de la SGTE entre Grenoble et Fontaine passant par le cours Berriat, sont remplacées par la ligne d'autobus 2 entre la rue Félix-Poulat et Fontaine jusqu'au 5 octobre en attendant la mise en service des trolleybus, ainsi que par la ligne 4 entre la rue Félix-Poulat et Sassenage qui n'est exploitée en trolleybus qu'à partir du 23 mai 1953. En 1968, l'extrémité du cours qui est en fait le pont du Drac voit construire en dessous de sa structure l'autoroute B48.

### Le second tramway
Dans les années 1970, deux stations services du cours ferment leurs portes près de l'usine A Raymond, dont l'une avait un cèdre emblématique. En revanche, le cours voit en 1971, l'ouverture du premier centre commercial de l'agglomération, le centre K'Store.
En 1985, le cours Berriat à double sens de circulation voit démarrer de gros travaux visant à le mettre en sens unique du Drac jusqu'à la voie ferrée afin d'implanter la première ligne du tramway moderne, la ligne A. Le 6 janvier 1986 en prévision de la mise en service du tramway, la ligne 4 (jumelée avec la ligne 2 depuis quelques années) perd ses trolleybus remplacés par des bus pendant les travaux du cours Berriat jusqu'à l'inauguration du tramway le 5 septembre 1987. Cette arrivée du tramway impose l'utilisation du pont du Drac à la seule circulation des tramways, obligeant la création du pont Esclangon réservé aux voitures dans l'axe de la rue Félix-Esclangon.
Le 12 novembre 2008, un fait tragique se déroule sur le cours Berriat. Un schizophrène échappé du centre hospitalier spécialisé de Saint-Égrève achète un couteau dans un commerce du cours, en ressort et poignarde mortellement un jeune étudiant sur le trottoir à proximité immédiate du centre K'Store. Face à l'émotion soulevée dans le pays, le président Nicolas Sarkozy demande aux ministres de l'Intérieur, de la Justice et de la Santé de lancer une réforme de l'hospitalisation psychiatrique. Le 14 décembre 2016, pour la première fois en France, la responsabilité pénale du médecin psychiatre chargé du suivi du patient est reconnue par la justice qui le condamne à de la prison avec sursis.
Le 13 mars 2019, plus quarantaine de personnes dont une vingtaine d'enfants a été évacuée du camp de tentes situé sur le cours Berriat, non loin de la gare SNCF. Un grand nombre d'entre eux (la plupart demandeurs d'asile) dormait là depuis la fin août et ont passé l'hiver sur le site.

## Projets sur le cours Berriat
Avec le projet cœur de ville, cœur de métropole, le cours Berriat devrait perdre son double sens de circulation automobile pour devenir un sens unique du boulevard Gambetta jusqu'à la voie ferrée. À l'autre bout, un projet immobilier de 300 logements à l'emplacement de l'usine ARaymond provoque une polémique chez les riverains qui voient dans ce projet une aggravation des bouchons sur le cours Berriat.

## Square des fusillés

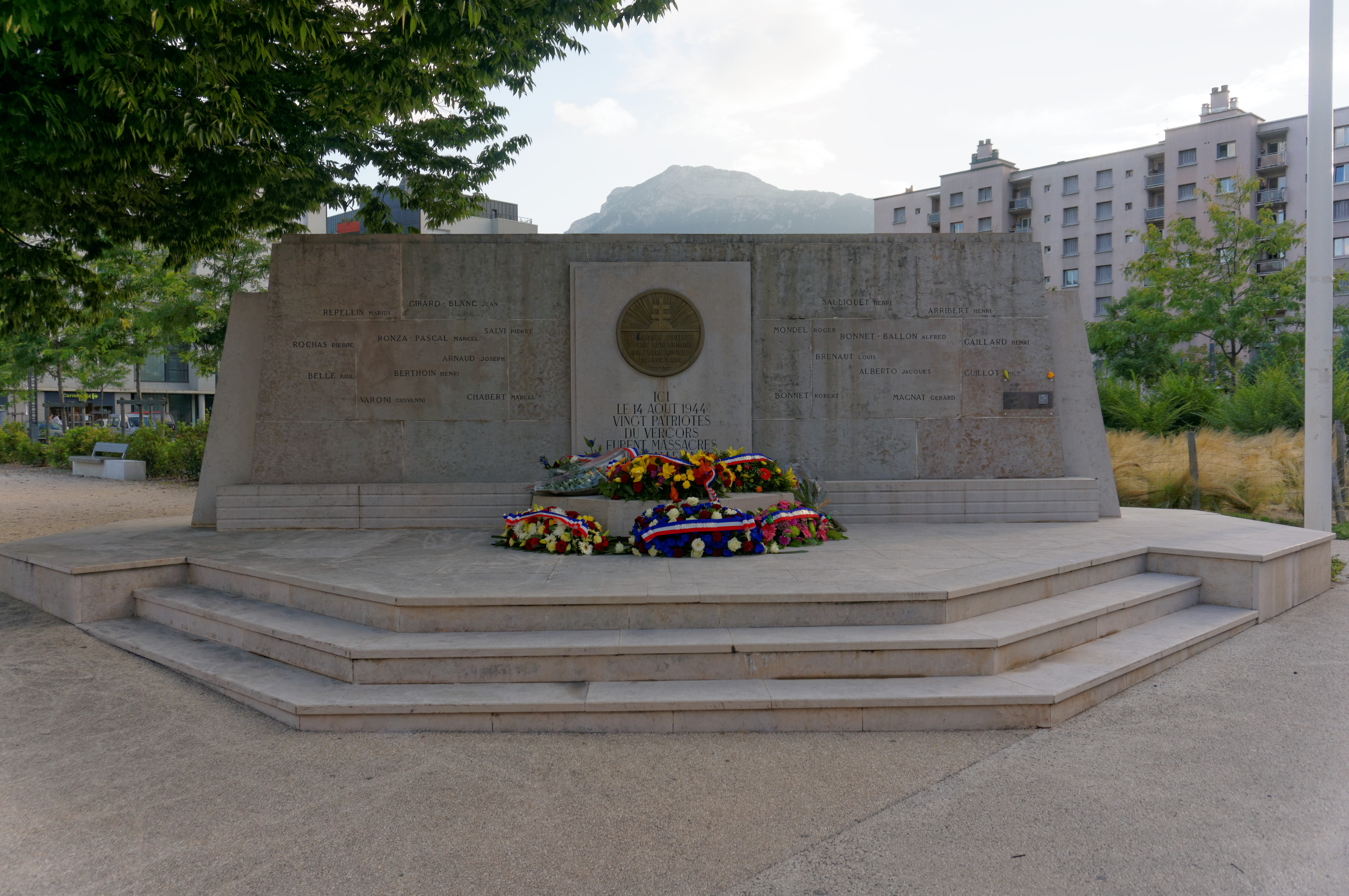
Monument du square des fusillés.

Durant la Seconde Guerre mondiale, Grenoble est occupée durant onze mois par l'armée allemande. Cette période reste la plus difficile pour les habitants. Le 14 août 1944, les Allemands fusillent vingt jeunes résistants du Vercors à l'intersection du cours Berriat et de la rue Ampère, en représailles à l'exécution trois jours auparavant de deux soldats allemands devant l'immeuble du 153 cours Berriat.
Ce même terrain qui desservait les usines Bouchayer-Viallet devient après la libération de Grenoble le 22 août, le lieu d'exécution de miliciens et collaborateurs avec l'occupant.
Le 10 septembre 1946, un monument commémoratif rendant hommage aux vingt jeunes maquisards exécutés est inauguré le long du cours Berriat sur un terrain qui dessert les usines Bouchayer-Viallet à l'angle de la rue Ampère. Le lieu sera dès lors dénommé le square des fusillés.

## Bâtiments remarquables et lieux de mémoire
- K'Store : 26 cours Berriat
- Maison ARaymond et son musée Arhome : 113, cours Berriat[18]
- Maison de style Art nouveau : 129, cours Berriat
- Théâtre 145 : 145, cours Berriat

À proximité du pont du Drac :
- Monument square des fusillés
- Magasin des horizons (ex Centre national d'art contemporain)